# Battaglia di Grado
La battaglia di Grado fu uno scontro navale che si svolse tra il 21 e il 22 febbraio 1812 al largo delle coste di Caorle e Lignano nel mar Adriatico tra una piccola squadra franco-italica e due navi della marina britannica. L'azione navale rientra nell'ambito della campagna adriatica (1807–1814) delle guerre napoleoniche combattuta tra la marina francese e britannica.
Lo scontro vide le navi britanniche, guidate dal comandante John Talbot, assalire la formazione francese che stava scortando il vascello Rivoli, appena assemblato nei cantieri dell'arsenale di Venezia e diretto ad Ancona per il suo viaggio inaugurale. Nel corso di un lungo inseguimento e di una serie di furiosi cannoneggiamenti, le navi britanniche affondarono una delle unità di scorta franco-italiane, il brigantino Mercurio, e infine catturarono lo stesso Rivoli.
L'azione navale è conosciuta anche con il nome di battaglia di Pirano (più recentemente anche come battaglia di Lignano, dopo il ritrovamento del relitto del brigantino Mercurio), poiché si concluse nelle acque antistanti alla omonima città slovena, distante in linea d'aria circa venti chilometri da Grado. Gli storici sloveni registrano l'evento come "unica battaglia navale avvenuta nelle odierne acque territoriali della Slovenia".

## Premesse
I territori affacciati sul Golfo di Venezia, passati all'Impero asburgico con il trattato di Campoformio conclusivo della prima campagna d'Italia, caddero per la gran parte sotto il dominio del Regno d'Italia (stato fantoccio della Francia napoleonica) per effetto del trattato di Presburgo del 26 dicembre 1805. Ancora alle prese con il lungo conflitto contro il Regno Unito, Napoleone mirò ad accrescere il dominio italo-francese sul mar Adriatico commissionando nel 1806 all'arsenale di Venezia la costruzione di una grande flotta e varando lo stesso anno il cosiddetto "blocco continentale", che comportava il divieto di attracco delle navi britanniche nei porti controllati dalla Francia. La pace di Tilsit del 1807, che portò al ritiro della flotta russa dal mare Adriatico e all'acquisizione francese della strategica isola di Corfù, nonché il trattato di Schönbrunn con l'Impero austriaco nel 1809, che portò sotto con controllo francese le Province illiriche sulla sponda orientale dell'Adriatico, solidificarono ulteriormente l'influenza della Francia nell'area.

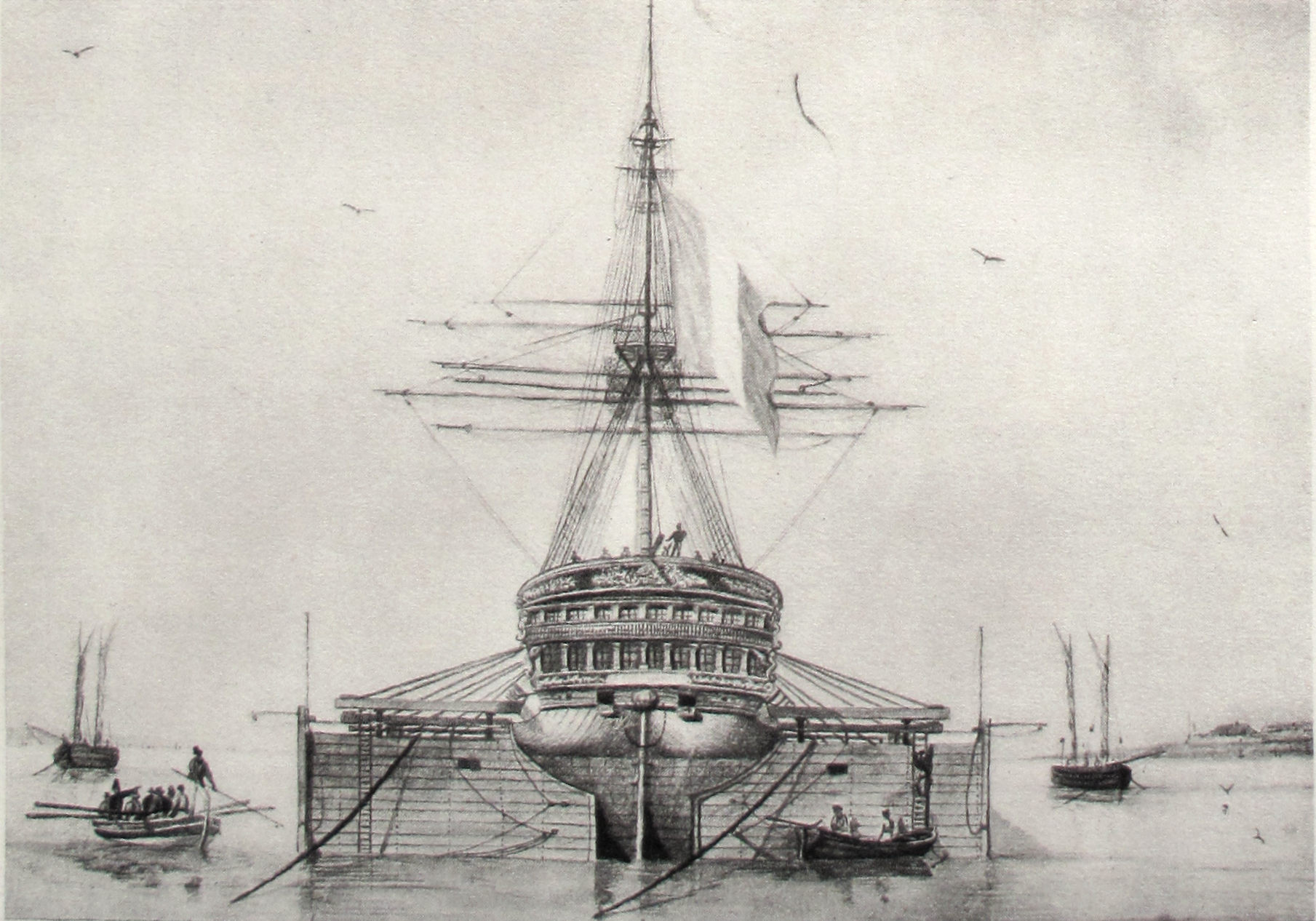
Il sistema dei sea camels visto sul vascello Mont Saint Bernard, ed analogo a quello del Rivoli.

Per evitare un possibile attacco da parte della flotta britannica, fin dal 1809 Napoleone fece radunare tutte le navi francesi nel porto di Ancona; inoltre i governi francese e italiano iniziarono un programma di costruzione navale a Venezia e in altri porti italiani, nel tentativo di ricostruire la loro flotta mediterranea e sfidare l'egemonia britannica. Questi sforzi furono ostacolati dalle ristrettezze finanziarie del governo italiano e dalla difficoltà che la Marina francese aveva nel gestire ed armare le proprie navi. Di conseguenza, il primo vascello francese costruito nell'Adriatico nell'ambito di questo programma (il Rivoli della classe Téméraire, nave di linea da 74 cannoni di terzo rango secondo la classificazione della Royal Navy) venne commissionato non prima del 1810 e venne completato solo agli inizi del 1812. La nave, per poter superare i limiti di pescaggio imposti dalla laguna di Venezia, venne dotata di "cammelli" (in inglese sea camels), sezioni galleggianti allagabili che riducessero il pescaggio quando necessario; un sistema analogo venne adottato sul più grande Mont Saint-Bernard (1811) da 82 cannoni.
Prima del varo del Rivoli, la marina britannica aveva predominato sui francesi: non solo il comandante regionale francese Bernard Dubourdieu venne ucciso e la sua flotta distrutta nella battaglia di Lissa del marzo 1811, ma gli sforzi francesi per rifornire le proprie sparse guarnigioni si rivelarono sempre più rischiosi (il 29 novembre 1811 venne distrutta una spedizione francese da Corfù a Trieste). Il varo del Rivoli era quindi visto dalla marina francese come un'opportunità per la rivincita da queste sconfitte, dal momento che il nuovo vascello francese era meglio armato rispetto alle fregate britanniche che operavano all'interno dell'Adriatico.
La Royal Navy era a conoscenza della minaccia che il Rivoli rappresentava per la sua egemonia e fu avvertita in anticipo dalle spie presenti a Venezia dello stato di avanzamento della costruzione della nave. Quando il Rivoli fu quasi completato, il vascello HMS Victorious da 74 cannoni fu distaccato dalla flotta del Mediterraneo per intercettarlo nel momento in cui avesse lasciato il porto di Venezia. Il Victorious era comandato da John Talbot, un ufficiale di successo e famoso che si era distinto con la cattura della fregata francese Ville de Milan nel 1805 e per il suo servizio nell'operazione Dardanelli del 1807. Talbot era scortato dal brigantino da 18 cannoni HMS Weazel agli ordini del comandante John William Andrew.

## La battaglia

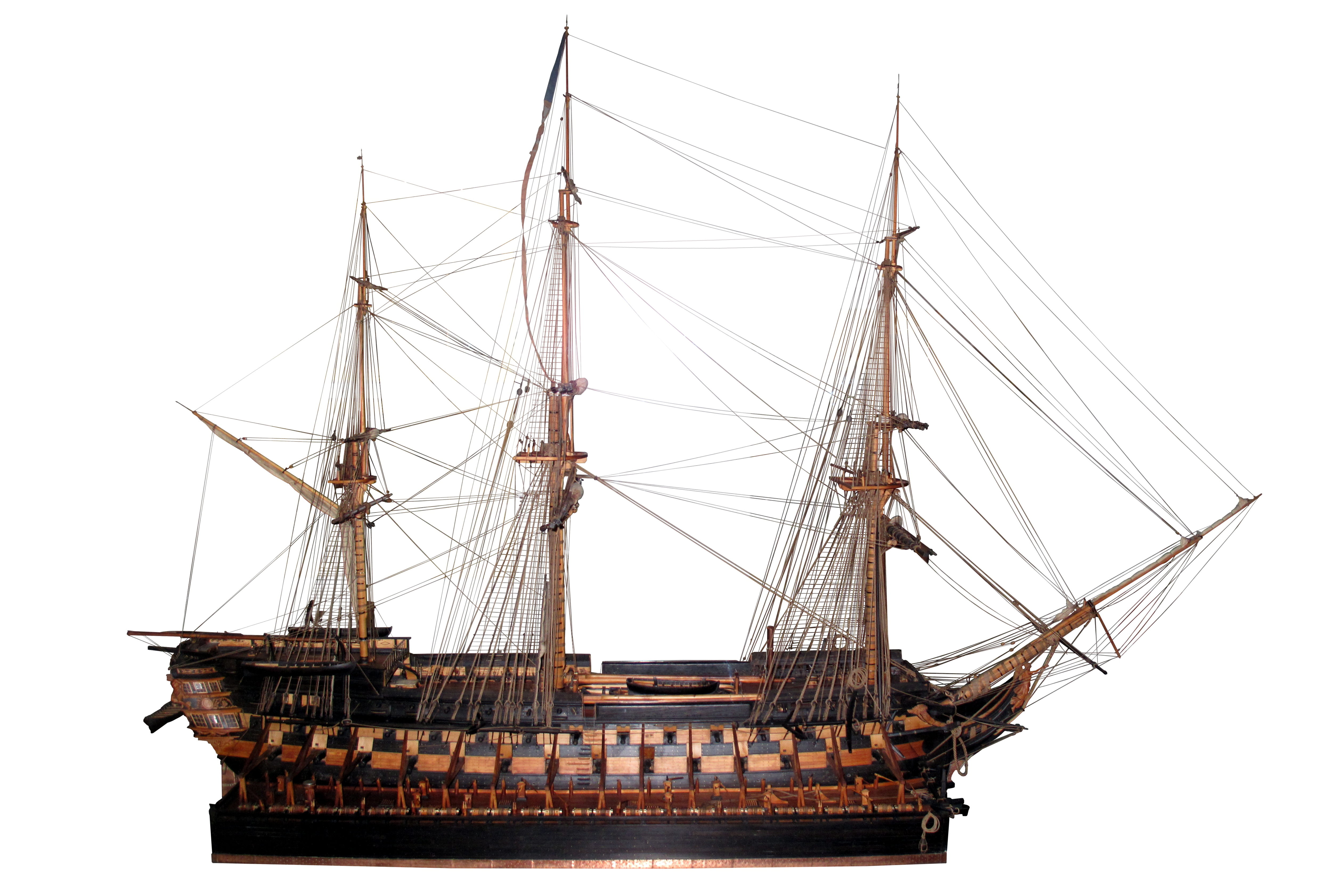
Il modello del Rivoli presso il Museo nazionale della Marina di Tolone (Francia)

Già dal 16 febbraio 1812 la flotta britannica, composta dal vascello Victorious (comandato dal capitano John Talbot) e il brigantino Weazel (del commander John William Andrew), stava pattugliando il litorale veneziano nord-orientale.
Per continuare l'ordine di aumentare la potenza della flotta italo-francese di stanza al porto di Ancona, il 20 febbraio 1812 alle ore 20:00 il vascello francese Rivoli (appena costruito dall'arsenale di Venezia) uscì da Malamocco con un equipaggio di 800 uomini comandati dal capitano di vascello Jean-Baptiste Barré. La nave era scortata da altre tre unità: i brigantini da 16 cannoni da 18 libbre Mercurio (battente bandiera italiana e comandato dal tenente di vascello Giovanni Palicuccia (Palikuća) originario di Castelnuovo di Cattaro) ed Eridano (un tempo denominato Iéna, agli ordini del comandante Coccompergher da Corfù e anch'esso battente bandiera italica), il brigantino da 8 cannoni Mameluck (comandato da Albert). Alcune fonti inglesi parlano di altre due cannoniere più piccole non meglio identificate (Cannoniera "A" e Cannoniera "B"), peraltro non presenti nelle fonti francesi e italiane. Barré pensava di avvantaggiarsi della fitta nebbia per uscire da Venezia e sfuggire all'inseguimento dei britannici. Il Victorious si era tenuta distante dalla terra durante il giorno: quando la nebbia si diradò alle 14:30 del giorno seguente, Talbot fu in grado di osservare il porto di Venezia scoprendo che il suo avversario francese era già fuggito. Direttosi alla ricerca di Barré, che stava navigando verso Pola, Talbot avvistò uno dei brigantini francesi alle 15:00 e iniziò l'inseguimento.

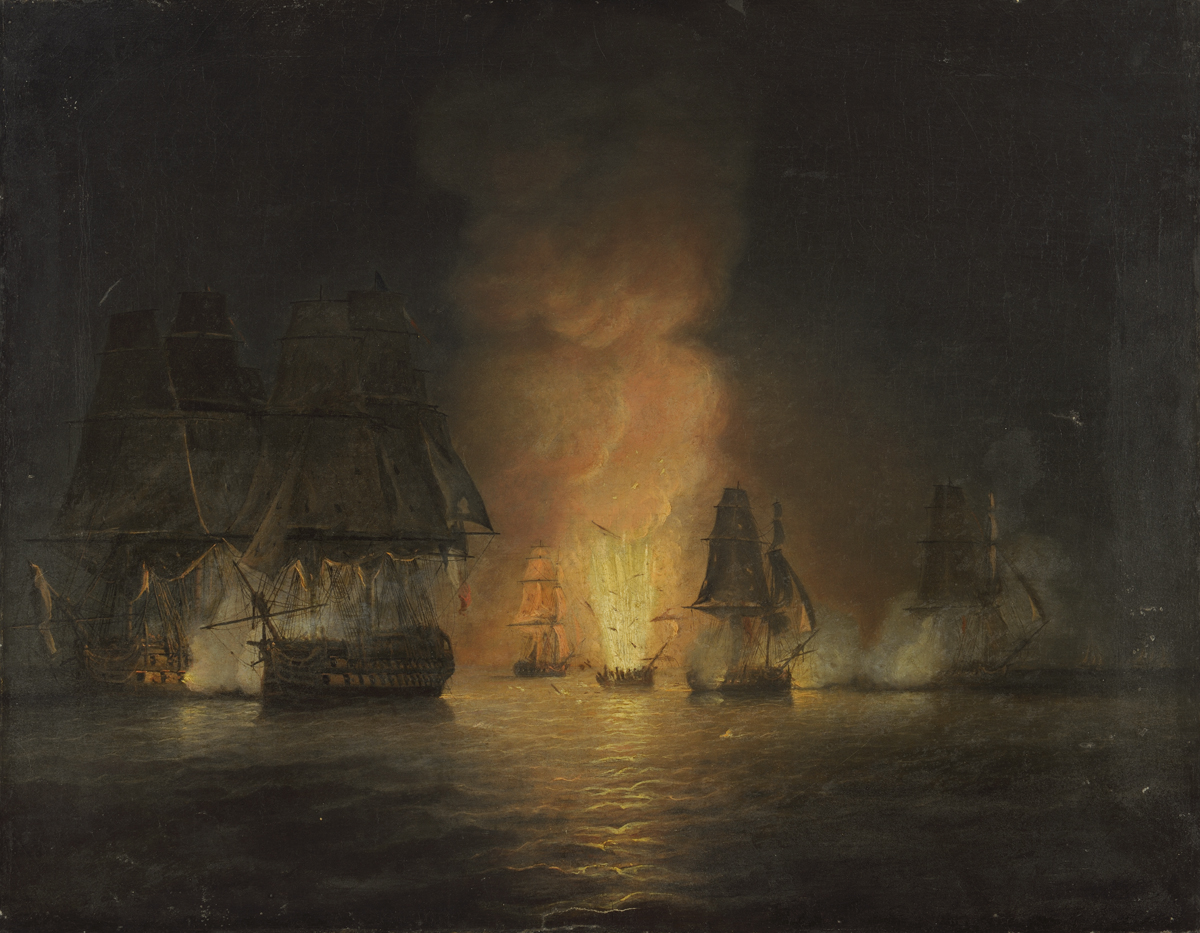
L'esplosione del Mercurio (Thomas Luny (1759–1837), HMS Victorious alla presa della Rivoli (olio su tela, Museo marittimo nazionale, Greenwich, Londra

La partenza anticipata dei francesi aveva fatto guadagnare al Rivoli una distanza sostanziale sugli avversari britannici, tanto che Talbot riuscì a raggiungere i francesi solo alle 02:30 del 22 febbraio. Poiché Talbot desiderava combattere direttamente con Barré, ordinò ai compagni del Weazel di attaccare le navi di scorta del Rivoli. Alle 04:15 il Weazel raggiunse il più arretrato Mercurio contro cui aprì il fuoco ravvicinato («alla distanza di mezza spingarda»), ricevendo la risposta della nave battente bandiera italica. Dopo 20 minuti di cannoneggiamento arrivò in supporto l'Eridano (ex Iéna), ma la maggiore distanza tra queste navi permise al comandante Andrew di concentrare il suo attacco sul Mercurio, il quale continuò a combattere una difficile battaglia per un'altra ventina di minuti prima di essere distrutto in un'esplosione catastrofica, probabilmente causata da un incendio della santabarbara in cui erano conservate le munizioni. Il Mercurio si inabissò rapidamente, trascinando con sé tutto il suo equipaggio di 92 uomini; il Weazel immediatamente lanciò le sue scialuppe per salvare eventuali sopravvissuti, ma solo tre dei 92 uomini furono recuperati, anche se morirono poco dopo.
In base ad uno studio del 2010 sui documenti storici della marina francese e di quella britannica, è stato ipotizzato che l'esplosione della santabarbara del Mercurio potrebbe essere stata innescata dallo stesso comandante Giovanni Palicucchia in risposta al tentativo di ammutinamento dell'equipaggio, che voleva arrendersi ai britannici. Tale ricostruzione è basata sulle fonti francesi (che riportano l'affondamento come "incidente"), al contrario dei diari di bordo della Victorius e del Weasel (conservati a Londra presso gli Archivi nazionali di Kew) che registrano l'esplosione del Mercurio a seguito di una cannonata britannica.
Dopo l'inabissamento del Mercurio, gli altri brigantini francesi cercarono di allontanarsi rapidamente e furono brevemente inseguiti dal Weazel, che però non aprì il fuoco, decidendo di concentrarsi sull'assalto al Rivoli. In seguito le navi francesi trovarono rifugio nel porto di Trieste.
La perdita delle navi di scorta francesi permise al Victorious di avvicinarsi senza ostacoli al Rivoli e alle 04:30 le due grandi navi iniziarono un duello a breve distanza con i rispettivi cannoni, che sul ponte inferiore erano da 24 libbre per la nave britannica e dei più pesanti 36 libbre sulla nave francese. Questo combattimento continuò senza sosta per tre ore e mezzo, con il grave danneggiamento di entrambe le navi e pesanti perdite umane tra gli equipaggi. Il comandante Talbot fu colpito alla testa da una scheggia e dovette abbandonare il ponte, temporaneamente accecato, passando il comando al tenente di vascello Thomas Peake. Per favorire la cattura del Rivoli, Peake ordinò al Weazel di bloccare i tentativi di fuga della nave francese: il comandante Andrew pose il suo vascello di fronte al Rivoli e iniziò a cannoneggiarlo ripetutamente.

## La resa

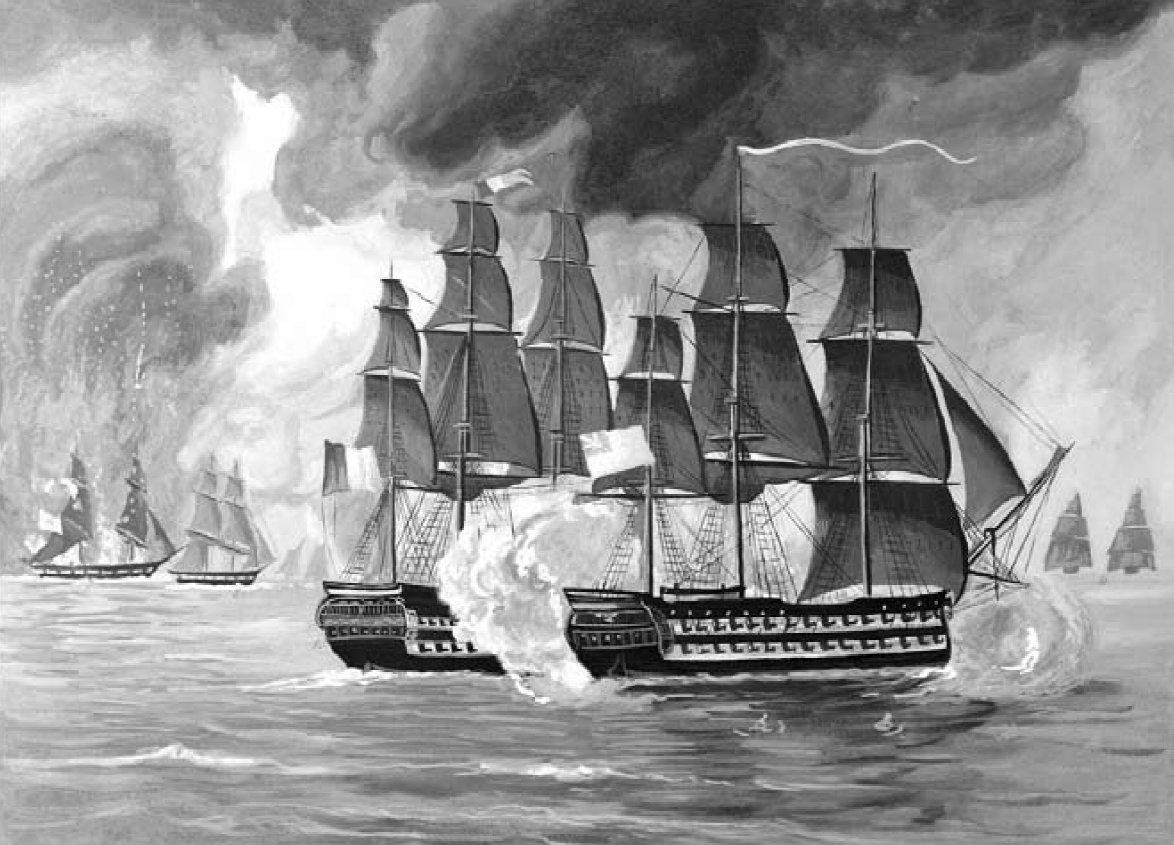
Giovanni Luzzo, La battaglia di Pirano (incisione)

Alle 08:45 il Rivoli, che stava lottando per cercare di raggiungere il vicino porto di Trieste (dove era ancorato il vascello francese Danae, il cui comandante aveva sì allertato l'equipaggio osservando le cannonate in lontananza, ma non era poi riuscito a contattare il Comando superiore per ottenere l'ordine di salpare), perse il suo albero di mezzana sotto il fuoco del Victorious e del Weazel. Quasi nello stesso momento, esplosero due dei suoi cannoni lunghi da 36 libbre, uccidendo o ferendo 60 uomini e disorganizzando e demoralizzando notevolmente il resto dell'equipaggio; inoltre Barré fu costretto a trasferire gli artiglieri dal ponte superiore alla batteria inferiore. Quindici minuti più tardi, alle 09:00, con la sua nave ormai ingestibile, malconcia e arenata, il capitano di vascello Barré dovette arrendersi. Il Rivoli aveva sofferto più di 400 morti e feriti dal suo equipaggio di oltre 800 uomini, che erano stati radunati per la prima volta solo pochi giorni prima della partenza e non avevano ancora mai navigato con la loro nuova nave in mare aperto. Anche le perdite a bordo del Victorious furono pesanti, con un ufficiale e 25 marinai uccisi e sei ufficiali (tra cui il capitano Talbot) e 93 feriti.
Le perdite francesi sul Mercurio, anche se non esattamente quantificate, furono gravi, con solo tre marinai sopravvissuti. Il Weazel, pur avendo combattuto a lungo con le tre navi francesi, non riportò alcun morto o ferito durante l'intero ingaggio. Le altre navi di scorta del Rivoli non furono inseguite, poiché gli sforzi britannici erano tutti indirizzati invece a portare in porto come preda bellica il Rivoli ormai in frantumi. Di conseguenza, le rimanenti navi francesi furono in grado di dirigersi verso i porti amici senza opposizione. Il comandante Barré venne catturato e condotto fino all'isola di Lissa.
A causa della mancanza di informazioni su Lissa (i militari della guarnigione britannica non erano stati avvertiti della vittoria), all'arrivo delle navi prevalse il panico e nel giro di poche ore l'intera isola si preparò alla battaglia, con l'abbandono della città da parte della popolazione che fuggì verso l'entroterra dell'isola. Ben presto, però, venne chiarito l'equivoco e le navi britanniche poterono facilmente attraccare nel porto.

## Conseguenze

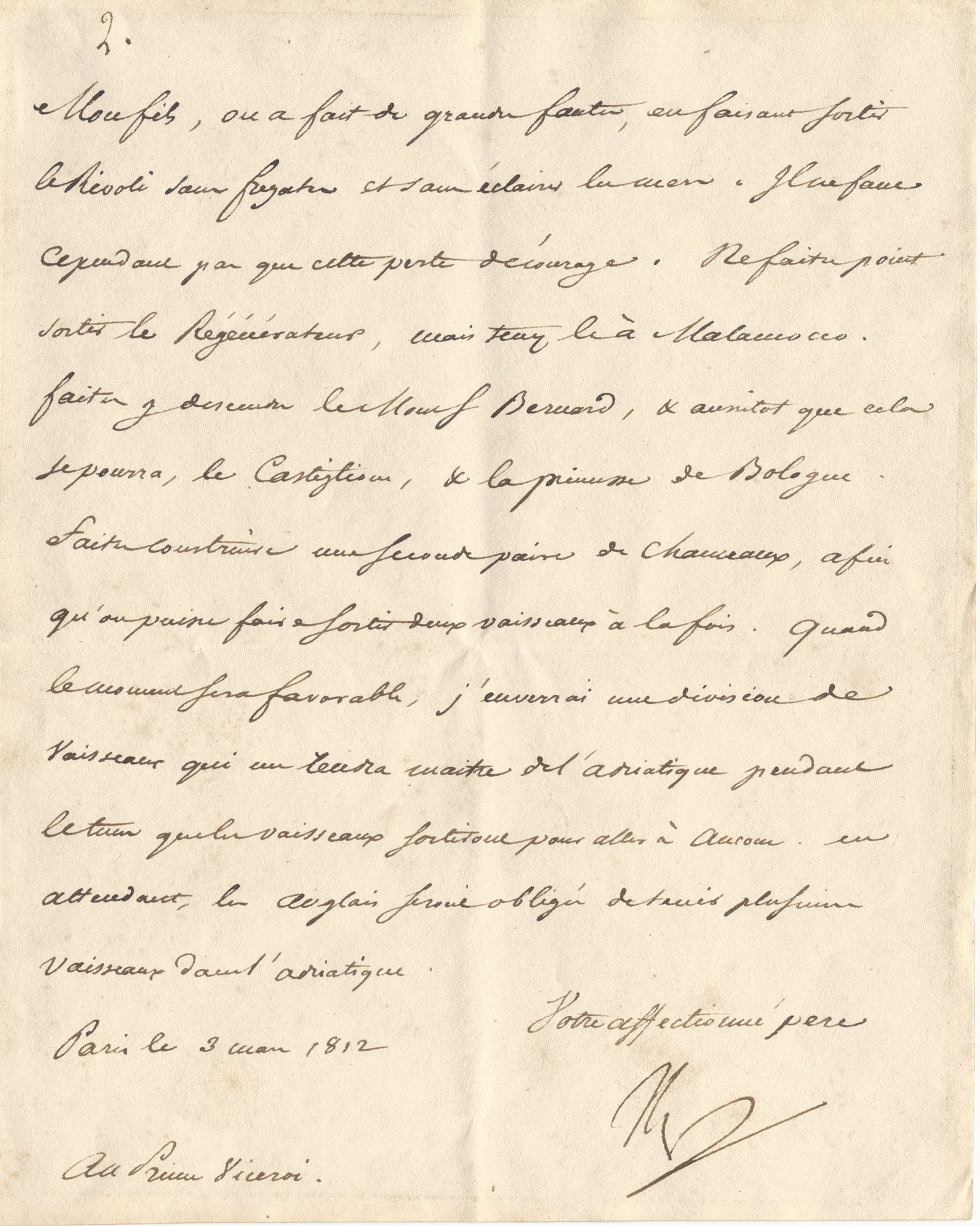
Lettera inviata il 3 marzo 1812 da Napoleone Bonaparte al figliastro Eugenio a seguito della catastrofe della Rivoli

I francesi furono molto delusi per l'esito della battaglia, in particolare il maresciallo Auguste Marmont era furioso: nei giorni seguenti emanò un decreto che vietava il contrabbando e commercio, punendo con la morte chi avesse osato rompere il blocco continentale. Il 3 marzo Napoleone Bonaparte apprese la notizia della "catastrofe del Rivoli" e scrisse una dura lettera per rimproverare il figliastro Eugenio (viceré del Regno Italico), alla cui scarsa cura dei preparativi imputò la sconfitta, avendo fatto uscire la nave senza farla accompagnare da una fregata.
L'egemonia britannica nell'Adriatico aumentò nei mesi successivi con l'occupazione, nel 1813, di alcuni villaggi a Brazza, Curzola, Lagosta, Ugliano e Meleda nonché dell'intera isola di Lesina. Dopo il crollo della Francia napoleonica e il Congresso di Vienna, i britannici consegnarono Lissa e le altre isole all'Austria.
Il Rivoli era un vascello nuovo e ben costruito e, dopo le riparazioni immediate a Porto San Giorgio su Lissa, ritornò insieme al Victorious in Gran Bretagna, dove le riparazioni furono completate. Il Victorious ritornò sotto il comando di Talbot per il servizio contro la Marina degli Stati Uniti durante la guerra anglo-americana del 1812, mentre il Rivoli (ridenominato HMS Rivoli) fu assegnato ad azioni di pattugliamento delle acque territoriali britanniche.
Gli equipaggi del Victorious e del Weazel furono ben ricompensati con promozioni e premi in denaro, mentre i giovani ufficiali furono promossi o avanzati di grado; il comandante Andrew del Weazel fu promosso al rango di post-captain (capitano). Il capitano Talbot fu premiato al termine della guerra, diventando Cavaliere Commendatore dell'Ordine del Bagno in riconoscimento del suo successo. Quasi quattro decenni più tardi, la battaglia (insieme ad altre azioni militari) venne premiata con la concessione della medaglia di servizio generale navale del 1847, assegnata su richiesta a tutti i partecipanti britannici ancora viventi nel 1847. Questa battaglia fu l'ultima azione navale significativa nel mare Adriatico, consentendo gli assalti britannici contro i convogli costieri e le strutture di terra senza opposizione, nonché la cattura delle isole più piccole e dei presidi con l'ausilio di una popolazione illirica sempre più nazionalista.

## Il ritrovamento del relitto del Mercurio

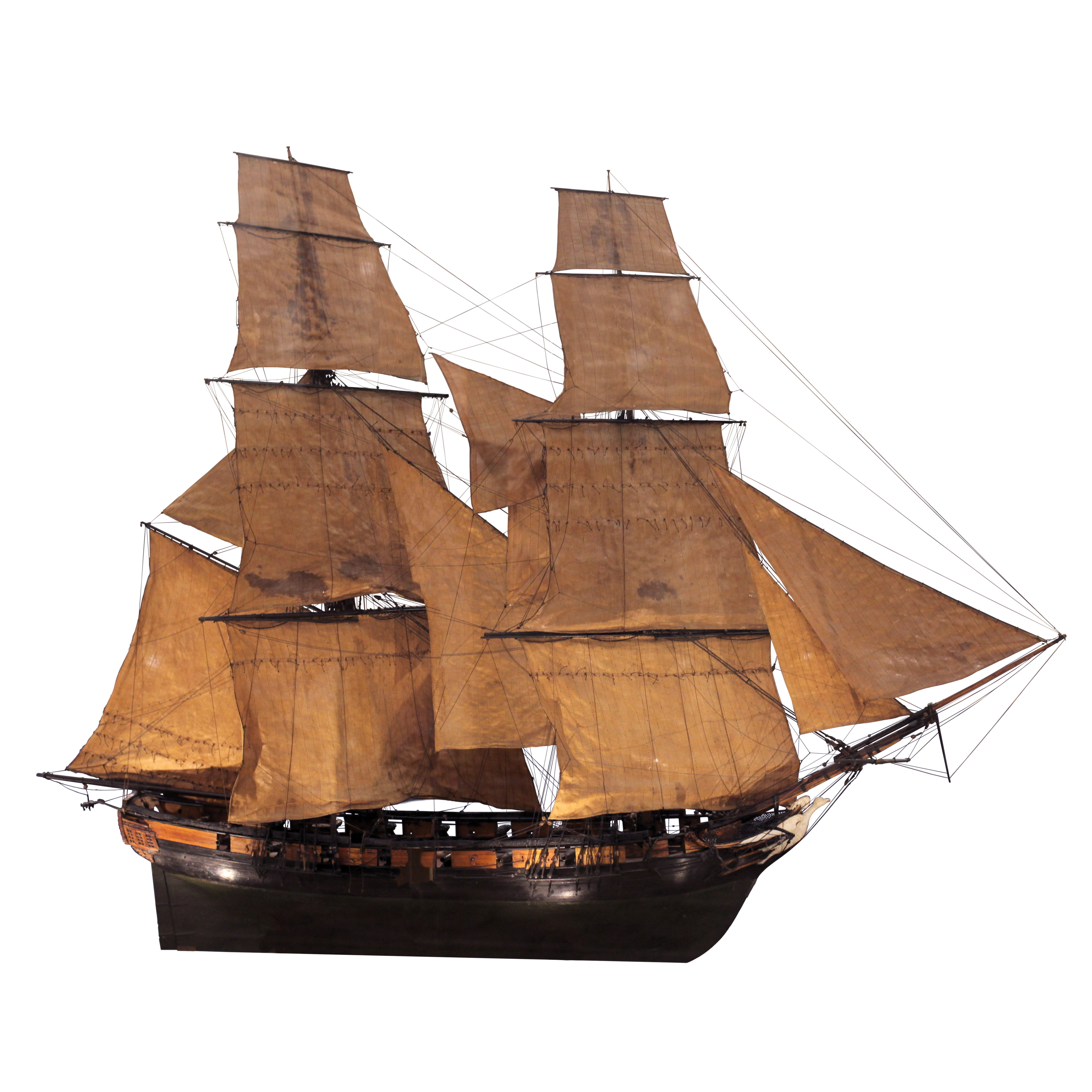
Modello del brigantino Cygne (gemello del Mercurio) presso il Museo nazionale della marina a Parigi

Nel 2001 vennero ritrovati alla profondità di 18 metri al largo di punta Tagliamento, nel comune di Lignano Sabbiadoro in provincia di Udine, i resti del brigantino Mercurio affondato durante la battaglia. A seguito di tale ritrovamento, che consente di individuare con certezza il luogo esatto in cui avvenne - almeno in parte - lo scontro navale, alcuni storici hanno iniziato ad utilizzare anche la dizione di "battaglia di Lignano".
Lo scafo rivestito in rame (40 × 10 metri), il fasciame e gli oltre 900 reperti in ottimo stato conservativo costituiscono un eccezionale esempio di archeologia dei relitti marini e consentono di comprendere la vita di bordo dei marinai del Regno Italico di inizio 1800.
Il relitto è inoltre l'unico noto relativo ad una nave del Regno Italico nonché il più antico di un'imbarcazione battente la bandiera tricolore verde, bianca e rossa.